# Arp 273
Arp 273은 지구에서 안드로메다자리 방향으로 약 3억 광년 떨어진 상호작용은하인 LEDA 8961과 LEDA 8970 은하를 통틀어서 하는 말이다. 겉보기 등급은 +13.7이다.

## 발견과 형태 여부
이 은하 2쌍은 1966년, 영국의 할튼 알프의 특이은하 목록에서 처음 소개됐다. 이 2개의 은하은 서로의 중력에 의해 형태가 뒤틀려있는데, 이것은 오래전, UGC 1810 은하보다 5배 덜 무거운 UGC 1813 은하가 상대 은하의 중심부를 스치고 지나갔기 때문이라고 여겨진다. 이 은하간 충돌 덕에 덜 무거운 UGC 1813은 중심부에서 폭발적 항성생성이 활발해졌고, 더 무거운 UGC 1810은 사진에서 보이는 것처럼 장미꽃 형태로 진화한 걸로 여겨진다.